# Лейк-Гелен (Флорида)
Лейк-Гелен (англ. Lake Helen) — місто (англ. city) в США, в окрузі Волусія штату Флорида. Населення — 2842 особи (2020).

## Географія
Лейк-Гелен розташований за координатами 28°58′57″ пн. ш. 81°13′51″ зх. д. / 28.98250° пн. ш. 81.23083° зх. д. (28.982499, -81.230731).  За даними Бюро перепису населення США в 2010 році місто мало площу 11,79 км², з яких 11,46 км² — суходіл та 0,33 км² — водойми.

## Демографія
Згідно з переписом 2010 року, у місті мешкали 2624 особи в 1128 домогосподарствах у складі 724 родин. Густота населення становила 223 особи/км².  Було 1282 помешкання (109/км²).
Расовий склад населення:
| - 87,1 % — білих - 9,1 % — чорних або афроамериканців - 0,5 % — корінних американців - 0,3 % — азіатів |

До двох чи більше рас належало 2,1 %. Частка іспаномовних становила 4,3 % від усіх жителів.
За віковим діапазоном населення розподілялося таким чином: 18,3 % — особи молодші 18 років, 60,7 % — особи у віці 18—64 років, 21,0 % — особи у віці 65 років та старші. Медіана віку мешканця становила 47,7 року. На 100 осіб жіночої статі у місті припадало 91,4 чоловіків;  на 100 жінок у віці від 18 років та старших — 89,2 чоловіків також старших 18 років.
Середній дохід на одне домашнє господарство  становив 51 106 доларів США (медіана — 38 942), а середній дохід на одну сім'ю — 61 158 доларів (медіана — 53 684). Медіана доходів становила 36 402 долари для чоловіків та 26 107 доларів для жінок. За межею бідності перебувало 11,8 % осіб, у тому числі 16,0 % дітей у віці до 18 років та 8,1 % осіб у віці 65 років та старших.
Цивільне працевлаштоване населення становило 1160 осіб. Основні галузі зайнятості: освіта, охорона здоров'я та соціальна допомога — 19,1 %, будівництво — 15,8 %, роздрібна торгівля — 14,3 %, науковці, спеціалісти, менеджери — 13,6 %.